# Окружна вулиця (Київ)
Окружна́ ву́лиця — зникла вулиця, що існувала в Печерському районі міста Києва, місцевість Звіринець. Пролягала від Тимірязєвської до вулиці Грибоєдова. 
Прилучалася Громадянська вулиця.

## Історія
Виникла на початку XX століття як частина (2-ї) Печерсько-Караваєвської вулиці. Назву Окружна вулиця отримала 1940 року . 
Ліквідована близько 1944–1945 року в зв'язку зі знесенням старої забудови та формуванням ботанічного саду. Однак офіційно вулиця була ліквідована лише 1977 року.